# Hanasaku iroha
Hanasaku iroha (花咲くいろは? lett. "L'ABC della fioritura" o "I colori della fioritura"), anche nota come Hanairo, è una serie televisiva anime di ventisei episodi prodotta dalla P.A. Works e diretta da Masahiro Andō. Il soggetto è stato scritto da Mari Okada, mentre il character design è stato sviluppato da Mel Kishida. La serie è stata creata dalla P.A. Works in occasione del decimo anniversario di attività dello studio di animazione. L'anime, da cui sono stati adattati due manga, è andato in onda in Giappone tra il 3 aprile e il 25 settembre 2011. Un film d'animazione è stato pubblicato nei cinema giapponesi il 30 marzo 2013.

## Trama
Hanasaku iroha ruota intorno alla storia di Ohana Matsumae, una ragazza di sedici anni che vive a Tokyo e che viene affidata a sua nonna in seguito alla fuga d'amore di sua madre insieme al suo fidanzato. Una volta arrivata alla residenza di sua nonna, nelle campagne della Prefettura di Ishikawa, Ohana scopre però che l'edificio è in realtà una pensione del periodo Taishō chiamata Kissuisō. Sotto richiesta della nonna, la ragazza inizia quindi a lavorare per la Kissuisō, ma le cose non vanno proprio per il verso giusto in quanto molti rapporti con i dipendenti e clienti cominciano col piede sbagliato. Pur essendosi scoraggiata in un primo momento, Ohana decide successivamente di riprendersi e sfruttare l'occasione per migliorare se stessa, ponendosi come obiettivi sia il lavorare con impegno che il tentare di andare d'accordo con il resto del personale.

## Personaggi

I personaggi principali (da sinistra verso destra): Minko, Ohana, Nako e Yuina

Ohana Matsumae (松前 緒花?, Matsumae Ohana)
Doppiata da: Kanae Itō
La protagonista di Hanasaku iroha. È una tipa molto tenace e testarda a cui piace bere coca cola mista a tè nero. Ha sedici anni ed è una ragazzina energica ed ottimista che, dopo la fuga d'amore di sua madre col suo fidanzato, va a vivere da sua nonna alla Kissuisō, ovvero la pensione di famiglia. Prima di partire, però, il suo migliore amico, Kōichi Tanemura, le confessa i suoi sentimenti verso di lei, che sarà in grado di ricambiare solo alla fine della serie. Sotto richiesta della nonna, Ohana comincia così a lavorare per la Kissuisō in cambio di vitto e alloggio e durante questo periodo, in cui il suo stile di vita cambierà drasticamente, la ragazza si renderà conto piano piano di dipendere sempre da Kōichi e di provare anche lei, in effetti, qualcosa nei suoi confronti.
Minko Tsurugi (鶴来 民子?, Tsurugi Minko)
Doppiata da: Chiaki Omigawa
È un'apprendista cuoca sedicenne che vive e lavora alla Kissuisō. Il suo comportamento è quello tipico delle tsundere. È una ragazza molto bella, ma dietro il suo aspetto si nasconde un atteggiamento piuttosto gelido e arrogante. Prende in antipatia Ohana sin dal loro primo incontro e la soprannomina balut (da lei pronunciato hobiron, che deriva dal vietnamita "hột vịt lộn"), ma col passare del tempo comincia ad accettarla lentamente come amica. Contro il volere dei propri genitori, il suo sogno è quello di diventare una chef professionista, ecco perché si è data da fare per trovare un'opportunità di lavoro che le potesse far imparare il mestiere. La sua ricerca l'ha portata alla Kissuisō, dove Tōru Miyagishi l'ha accettata come sua apprendista. Da allora, Minko si è innamorata di lui e diventa gelosa ogni volta che lo sente parlare di altre ragazze.
Nako Oshimizu (押水 菜子?, Oshimizu Nako)
Doppiata da: Aki Toyosaki
Una ragazza timida e riservata di sedici anni che lavora come cameriera part-time alla Kissuisō. Ha tre fratelli minori di cui si prende cura insieme ai suoi genitori. Diventa un'amica intima di Ohana e le insegna tutti i trucchi del mestiere. È molto brava a nuotare e per questo motivo si è guadagnata sin da bambina il soprannome "Kappapa".
Yuina Wakura (和倉 結名?, Wakura Yuina)
Doppiata da: Haruka Tomatsu
La figlia e l'erede sedicenne della proprietaria della Fukuya, cioè un'altra pensione nei pressi della Kissuisō. Frequenta lo stesso liceo di Ohana, Minko e Nako e diventa col passare del tempo una loro amica. Non ha ancora deciso se da grande vuole prendere il posto di sua madre nella pensione di famiglia oppure trovarsi un lavoro totalmente differente.
Kōichi Tanemura (種村 孝一?, Tanemura Kōichi)
Doppiato da: Yūki Kaji
Il migliore amico di Ohana. È un ragazzo di sedici anni che prova qualcosa verso la protagonista e che, prima della sua partenza per la Kissuisō, le rivela i suoi sentimenti senza però trovare il coraggio di sentire la sua risposta. È sempre pronto a supportare Ohana quando questi si sente un po' giù di morale, ma col progredire della storia inizia a sentirsi trascurato da lei.
Sui Shijima (四十万 スイ?, Shijima Sui)
Doppiata da: Tamie Kubota, Takako Honda (da giovane)
La nonna sessantottenne di Ohana e la proprietaria della Kissuisō. Dietro il suo comportamento fiero e rigido nei confronti dei suoi impiegati, si nasconde in realtà un lato molto comprensivo ed attento ai loro bisogni, tanto che i dipendenti della pensione non solo le sono obbedienti, ma provano verso di lei anche un senso di rispetto e devozione.
Tomoe Wajima (輪島 巴?, Wajima Tomoe)
Doppiata da: Mamiko Noto
La capocameriera di ventotto anni della Kissuisō. Si diverte ad ascoltare gossip sui suoi colleghi oppure sui clienti della pensione. Siccome è una donna single che ormai si aggira intorno alla trentina, sua madre le ricorda spesso che dovrebbe trovarsi un marito e mettere su famiglia.
Enishi Shijima (四十万 縁?, Shijima Enishi)
Doppiato da: Kenji Hamada
Lo zio trentaduenne di Ohana. Da bambino veniva sempre tormentato da sua sorella Satsuki. Chiama spesso Takako e la considera la sua partner. Verso la fine della serie la convince finalmente a mettersi insieme a lui e a sposarlo. Dopo la chiusura della Kissuisō, decide di migliorare le sue abilità di amministrazione per diventare un degno successore di sua madre.
Tōru Miyagishi (宮岸 徹?, Miyagishi Tōru)
Doppiato da: Junji Majima
Un cuoco ventitreenne che lavora alla Kissuisō. È un tipo molto schietto che tende a frustrarsi facilmente. Si è preso la responsabilità di tenere d'occhio Minko e di insegnarle a cucinare, ma spesso finisce per criticarla fin troppo. Sebbene Ohana lo prenda in antipatia, Tōru col passare del tempo si sente come se lei sia l'unica disposta a dire che ha bisogno del suo aiuto e proprio per questo motivo comincia a provare qualcosa nei suoi confronti, in modo talmente evidente che Minko inizia ad ingelosirsi sempre di più.
Renji Togashi (富樫 蓮二?, Togashi Renji)
Doppiato da: Taro Yamaguchi
Un cuoco di quarantadue anni che lavora alla Kissuisō. È il mentore di Tōru e il capocuoco della cucina della pensione. Ha un'aria burbera, accentuata ancora di più dal fatto che il suo volto presenta una piccola cicatrice sul sopracciglio sinistro, ma si è mostrato essere più volte un uomo di buon cuore. Prende il suo lavoro molto sul serio, tuttavia quando è sotto pressione si innervosisce facilmente.
Takako Kawajiri (川尻 崇子?, Kawajiri Takako)
Doppiata da: Ayumi Tsunematsu
La consulente gestionale della Kissuisō. Ha trent'anni ed ha frequentato la stessa università di Enishi. Propone spesso dei piani piuttosto discutibili per il miglioramento della pensione e inoltre tende ad inserire dei modi di dire inglesi nelle sue frasi. Verso la fine della serie si arrende ai corteggiamenti di Enishi e lo sposa.
Tarō Jirōmaru (次郎丸 太朗?, Jirōmaru Tarō)
Doppiato da: Jun'ichi Suwabe
Uno scrittore trentunenne che alloggia spesso alla Kissuisō. Scrive romanzi erotici ispirandosi al personale della pensione. Dopo che si scopre che non può pagare il conto, la direttrice lo assume per fargli scontare il suo debito con il lavoro. Ironia della sorte, tra le sue vecchie opere vi è anche un manga di cucina che ha ispirato sia Minko che Tōru a diventare cuochi.
Denroku Sukegawa (助川 電六?, Sukegawa Denroku)
Doppiato da: Chō
Un custode di settantatré anni che lavora alla Kissuisō. È stato un dipendente della pensione sin dalla sua fondazione. Il personale lo chiama "Nonno-fagiolo".
Satsuki Matsumae (松前 皐月?, Matsumae Satsuki)
Doppiata da: Takako Honda, Kanae Itō (da giovane)
La madre di Ohana. È una giornalista trentottenne che fugge via con il suo fidanzato per evitare di pagare i suoi debiti. Affida Ohana a sua madre, la quale dichiara di aver rinnegato la sua stessa figlia. Ha trascurato Ohana quando era solo una bambina e piuttosto le ha insegnato a fidarsi unicamente di se stessa. Lavora come critica di hotel e pensioni, ma spesso le viene chiesto dai piani alti di scrivere recensioni più dure del necessario.
Ayato Matsumae (松前 綾人?, Matsumae Ayato)
Doppiato da: Ryota Takeuchi
Il padre di Ohana. È morto quando sua figlia era ancora una bambina. Era un fotografo ed è stato proprio lui ad ispirare Satsuki a voler diventare un'editrice.

## Media

### Manga
Un adattamento manga, illustrato da Eito Chida, è stato serializzato sui numeri tra dicembre 2010 e ottobre 2012 del Gangan Joker della Square Enix. Cinque volumi tankōbon sono stati pubblicati tra il 22 marzo 2011 e il 22 dicembre 2012. Un manga spin-off di Jun Sasameyuki, incentrato su Minko Tsurugi e intitolato Hanasaku iroha: Green Girls Graffiti (花咲くいろは Green Girls Graffiti?), è stato serializzato sul webzine Web Comic Gekkin della Bandai Visual dal 1º luglio 2011 al 2 luglio 2012. Due volumi di Green Girls Graffiti sono stati pubblicati tra il 10 dicembre 2011 e il 10 luglio 2012.

### Anime
La serie televisiva di ventisei episodi, scritta da Mari Okada e prodotta dalla P.A. Works per la regia di Masahiro Andō, è andata in onda in Giappone sulla Tokyo MX dal 3 aprile al 25 settembre 2011. L'anime è stato trasmesso in streaming, in contemporanea col Giappone, da Crunchyroll per Stati Uniti, Canada, Regno Unito, Irlanda, Australia, Nuova Zelanda, Svezia, Danimarca, Norvegia, Finlandia, Islanda, Paesi Bassi, Brasile e Portogallo. In America del Nord i diritti sono stati acquistati dalla NIS America.

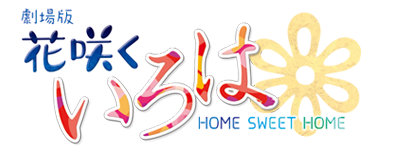
Logo del film

Un film d'animazione dalla trama completamente originale, intitolato Hanasaku iroha: Home Sweet Home (花咲くいろは Home Sweet Home?), ha debuttato nei cinema giapponesi il 30 marzo 2013. Il lungometraggio è stato sempre diretto da Masahiro Andō presso lo studio P.A. Works e scritto da Mari Okada.

#### Episodi
| Nº | Titolo italiano (traduzione letterale) Giapponese 「Kanji」 - Rōmaji                                                | In onda           | In onda |
| Nº | Titolo italiano (traduzione letterale) Giapponese 「Kanji」 - Rōmaji                                                | Giapponese        |         |
| 1  | È primavera, ho sedici anni e sono ancora un germoglio 「十六歳、春、まだつぼみ」 - Jū-roku-sai, haru, mada tsubomi | 3 aprile 2011     |         |
| 2  | La vendetta è servita nel piatto dello staff 「復讐するは、まかないにあり」 - Fukushū suru wa, makanai ni ari       | 10 aprile 2011    |         |
| 3  | Balut 「ホビロン」 - Hobiron                                                                                        | 17 aprile 2011    |         |
| 4  | La rapsodia dell'airone cenerino 「蒼鷺ラプソディー」 - Aosagi rapusodī                                             | 24 aprile 2011    |         |
| 5  | Il romanticismo di un cuoco in lacrime 「涙の板前慕情」 - Namida no itamae bojō                                     | 1º maggio 2011    |         |
| 6  | Chi non risica non rosica 「Nothing Venture Nothing Win」                                                           | 8 maggio 2011     |         |
| 7  | Niente di nuovo sul fronte Kissui 「喜翆戦線異状なし」 - Kissui sensen ijō nashi                                    | 15 maggio 2011    |         |
| 8  | Corri 「走り出す」 - Hashiridasu                                                                                    | 22 maggio 2011    |         |
| 9  | Il giorno più lungo della Kissuisō 「喜翆荘の一番長い日」 - Kissuisō no ichiban nagai hi                            | 29 maggio 2011    |         |
| 10 | Febbre leggera 「微熱」 - Binetsu                                                                                   | 5 giugno 2011     |         |
| 11 | Abbaiare di notte 「夜に吼える」 - Yoru ni hoeru                                                                    | 12 giugno 2011    |         |
| 12 | "Ci vediamo." 「『じゃあな。』」 - "Jaana."                                                                         | 19 giugno 2011    |         |
| 13 | Le donne Shijima (Crepacuore MIX) 「四十万の女～傷心MIX～」 - Shijima no onna ~ Shōshin MIX ~                       | 26 giugno 2011    |         |
| 14 | Questo è il mio modo di vivere 「これが私の生きる道」 - Kore ga watashi no ikiru michi                              | 3 luglio 2011     |         |
| 15 | Soleggiato con possibilità di fagioli 「マメ、のち、晴れ」 - Mame, nochi, hare                                      | 10 luglio 2011    |         |
| 16 | Questo cielo, quel cielo 「あの空、この空」 - Ano sora, kono sora                                                   | 17 luglio 2011    |         |
| 17 | La piscina sulla collina 「プール・オン・ザ・ヒル」 - Pūru on za hiru                                               | 24 luglio 2011    |         |
| 18 | La principessa sirena e il reggiseno di conchiglie 「人魚姫と貝殻ブラ」 - Ningyo hime to kaigara bura               | 31 luglio 2011    |         |
| 19 | Omelette al riso sciatta 「どろどろオムライス」 - Dorodoro omuraisu                                                 | 7 agosto 2011     |         |
| 20 | Amore: il festival del liceo Kōrin 「愛・香林祭」 - Ai Kōrinsai                                                     | 14 agosto 2011    |         |
| 21 | Il ritorno di "muori" 「蘇る、死ね」 - Yomigaeru shine                                                              | 21 agosto 2011    |         |
| 22 | Un risoluto amore non corrisposto 「決意の片思い」 - Ketsui no kataomoi                                             | 28 agosto 2011    |         |
| 23 | La compensazione di un sogno 「夢のおとしまえ」 - Yume no otoshimae                                                 | 4 settembre 2011  |         |
| 24 | Il boss finale è Sui Shijima 「ラスボスは四十万スイ」 - Rasu bosu wa Shijima Sui                                    | 11 settembre 2011 |         |
| 25 | La mia amata Kissuisō 「私の好きな喜翆荘」 - Watashi no suki na Kissuisō                                            | 18 settembre 2011 |         |
| 26 | Un giorno sboccerò 「花咲くいつか」 - Hanasaku itsuka                                                               | 25 settembre 2011 |         |

#### Colonna sonora
La colonna sonora è stata composta da Shirō Hamaguchi. Un'image song dei Nano Ripe, intitolata Patricia (パトリシア?, Patorishia), è stata usata per alcuni video promozionali dell'anime; il singolo è stato poi pubblicato ufficialmente dalla Lantis il 22 settembre 2010. Un altro video promozionale riportava invece in sottofondo l'image song Yumeji (夢路? lett. "Sognare") sempre dei Nano Ripe, singolo che è stato incluso nello stesso album di Patricia. Le sigle di apertura e chiusura sono rispettivamente Hana no iro (ハナノイロ? lett. "Fiori colorati") dei Nano Ripe ed Hazy delle Sphere, per poi cambiare dal quattordicesimo in Omokage Warp (面影ワープ?) dei Nano Ripe e Hanasaku iroha (はなさくいろは?) dei Clammbon. I Nano Ripe hanno poi composto anche altre sigle di chiusura, cioè Tsukikage to buranko (月影とブランコ?) per l'episodio sei, Yumeji (夢路?) per gli episodi otto e ventisei, Saibō kioku (細胞キオク?) per l'episodio undici ed High Leap (ハイリープ?, Hai Rīpu) per l'episodio ventidue.

## Accoglienza
La serie è stata ben accolta da parte della critica. G.B. Smith di Mania ha apprezzato la scelta della voce di Kanae Itō per Ohana, la qualità dell'animazione e l'esecuzione della trama. Il recensore ha però affermato che l'inizio della storia non presenta nulla di nuovo, né risulta in qualche modo innovativo. Carl Kimlinger di Anime News Network ha elogiato la qualità e il realismo dell'animazione, nonché le sigle di apertura e chiusura. Il character design gli è parso inoltre piuttosto attraente, ma solo quel tanto che basta per non perdere il realismo, e in particolar modo quello di Ohana gli è sembrato molto migliore rispetto a un qualsiasi clone moe. Con lo svilupparsi della personalità dei vari personaggi, il recensore ha anche elogiato molto le loro interazioni realistiche, che ha definito toccanti e consistenti, sottolineando soprattutto il rapporto di Ohana con sua madre e sua nonna che a suo parere è stato ben scritto e costruito con emozioni sconfortanti. Dopo aver recensito la seconda metà della serie, Kimlinger ha considerato Hanasaku iroha uno dei migliori titoli del 2011. Molti fan della serie hanno desiderato visitare l'ambientazione reale dell'anime, ovvero la sorgente termale Yuwaku a Kanazawa nella prefettura di Ishikawa. Grazie a ciò tutti i nove hotel in zona furono al completo, ma dopo il terremoto e maremoto del Tōhoku del 2011 circa 1,500 clienti annullarono le loro prenotazioni.